# Lotta Geffenblad
Lotta Geffenblad (ur. 1962) – szwedzka ilustratorka i autorka filmów animowanych.
W Polsce ukazały się jej dwie książki autorskie:
- Kamyki Astona (tyt. oryg. Astons Stenar), tłumaczenie Hanna Dymel-Trzebiatowska, Wydawnictwo EneDueRabe 2010
- Prezenty Astona (tyt. oryg. Astons Presenter), tłumaczenie Barbara Gawryluk, Wydawnictwo EneDueRabe 2015

oraz książka Fridy Nilsson z ilustracjami Lotty Geffenblad:
- Moja mama Gorylica (tyt. oryg. Apstjärnan), tłumaczenie Agnieszka Stróżyk, Wydawnictwo Zakamarki 2014